# 112483 Missjudy
112483 Missjudy este o planetă minoră (asteroid) din centura de asteroizi. A fost descoperită pe 1 august 2002 la Emerald Lane Observatory⁠(d) de Loren C. Ball⁠(d). 
Obiectul prezintă o orbită caracterizată de o semiaxă mare de 2,7019120385541 UAi, o excentricitate de 0,036619802076776, o înclinație de 6,4504274034303 ° în raport cu ecliptica.